# Kids (Film)
Kids ist ein US-amerikanischer Spielfilm aus dem Jahr 1995. Die Regie führte Larry Clark (Bully, Ken Park).
Der Film beschreibt die Jugendkultur im New York der 1990er-Jahre, in der Hip-Hop, Trendsportarten wie Skateboardfahren, Partys, Drogen (insbesondere Cannabis und Alkohol) und Sex eine wesentliche Rolle spielen. Da die AIDS-Problematik die Handlung des Films bestimmt, wird er auch als Drama bezeichnet.
Der Film war bei seinem Erscheinen umstritten, da die Protagonisten, die ab und zu beim Sex zu sehen sind, eindeutig als Minderjährige dargestellt werden, wobei die meisten Schauspieler jedoch über 18 Jahre alt waren.
Die Schauspieler (Protagonisten sind Leo Fitzpatrick, Justin Pierce, Rosario Dawson, Harold Hunter und Chloë Sevigny) waren zum Zeitpunkt des Drehs noch Laien, die von Clark angesprochen wurden, um am Film mitzuwirken. Einige von ihnen waren später als Schauspieler erfolgreich. Der Darsteller von Casper, Justin Pierce, starb 2000 durch Suizid.
Ähnlich war auch das Schicksal von Harold Hunter, der zwar als Skater erfolgreich war, doch 2006 im Alter von 31 Jahren an einer Überdosis Kokain starb. Auch der am 1. September 1971 geborene Sajan Bhagat (Darsteller von Paul) starb am 27. Juli 1999 in Atlanta an einer Überdosis Rauschgift.

## Handlung
Kids ist in zwei Haupthandlungsstränge aufgeteilt, die sich am Ende zu einem einzigen Strang vereinigen.

### Handlungsstrang 1
Der erste Handlungsstrang beschreibt einen Tag im Leben des 16-Jährigen Telly, dessen Hobby es ist, junge Mädchen zu entjungfern. Nachdem er in der Anfangsszene wieder einmal Erfolg hatte, zieht er mit seinem Kumpel Casper durch die Straßen von New York, trinkt Alkohol, raucht Marihuana, stiehlt diverse Sachen beim Kleinwarenhändler und schaut sich dann bei einem älteren Szeneidol Skateboardvideos an. Abends steigt er mit seiner Clique illegal ins örtliche Freibad ein und versucht dabei, eine 13-jährige namens Darcy zu bezirzen. In derselben Nacht findet bei einem Freund eine Party statt, bei der es ihm gelingt, auch tatsächlich mit ihr zu schlafen.

### Handlungsstrang 2
Die 16-jährige Jenny unterhält sich mit ihren Freundinnen über Sex. Dabei kommen sie darauf zu sprechen, dass sie bis jetzt nur einmal – mit Telly – Sex hatte, ihre beste Freundin dagegen schon öfter. Trotzdem begleitet Jenny sie zum HIV-Antikörper-Test. Beim Abholen des Tests ist das Ergebnis von Jenny jedoch positiv, was bedeutet, dass Telly sie angesteckt haben muss. Verzweifelt irrt sie durch die Straßen von New York und versucht, ihn zu finden. Sie landet dabei am Ende bei der besagten Party, kommt aber zu spät – sie findet ihn bereits im Bett mit Darcy auf. Am nächsten Morgen wacht Casper auf und vergewaltigt die noch schlafende, von Drogen benommene Jenny, ohne dabei auf Verhütung Acht zu geben (und setzt sich somit der Gefahr der Infektion mit dem HI-Virus aus). Das Ende des Films ist offen: eine Szene, in der die Morgensonne ins Zimmer, in dem die Party stattgefunden hat, scheint und die Jugendlichen langsam wieder zu sich kommen. Casper murmelt verschlafen noch den Satz: „Gott Jesus – was ist passiert?“

## Auszeichnungen
Der Film wurde für die Goldene Palme der Internationalen Filmfestspiele von Cannes 1995 nominiert.
Bei den Independent Spirit Awards 1996 gewann Justin Pierce in der Kategorie Bestes Schauspieldebüt. Der Film wurde auch in den Kategorien Bester Debütfilm, Bestes Drehbuchdebüt und Beste Nebendarstellerin (Chloë Sevigny) nominiert.
Die Deutsche Film- und Medienbewertung FBW in Wiesbaden verlieh dem Film das Prädikat wertvoll.

## Soundtrack
- Daniel Johnston – Casper
- Deluxx Folk Implosion – Daddy Never Understood
- Folk Implosion – Nothing Gonna Stop
- Folk Implosion – Jenny’s Theme
- Folk Implosion – Simean Groove
- Daniel Johnston – Casper the Friendly Ghost
- Folk Implosion – Natural One
- Sebadoh – Spoiled
- Folk Implosion – Crash
- Folk Implosion – Wet Stuff
- Lo-Down – Mad Fright Night
- Folk Implosion – Raise the Bells
- Slint – Good Morning Captain

Und im Film:
- U2 – Sunday Bloody Sunday

- Artifacts – Wrong Side of da Tracks
- The Average White Band – I’m the One
- Beastie Boys – Sabrosa
- Beastie Boys – Pow
- Brand Nubian – Word Is Bond
- Crooklyn Dodgers – Crooklyn
- Erule – Listen Up
- Jeru the Damaja – Da Bichez
- John Coltrane – Slow Dance
- O.C. – Time’s Up
- A Tribe Called Quest – Oh My God

## Deutsche Synchronfassung
Die deutsche Synchronbearbeitung entstand bei der Interopa Film in Berlin. Theodor Dopheide schrieb das Dialogbuch, Leon Boden führte Dialogregie.
| Darsteller          | Deutscher Sprecher | Rolle    |
| ------------------- | ------------------ | -------- |
| Leo Fitzpatrick     | Björn Schalla      | Telly    |
| Chloë Sevigny       | Berenice Weichert  | Jennie   |
| Justin Pierce       | Tino Sehgal        | Casper   |
| Rosario Dawson      | Ranja Bonalana     | Ruby     |
| Harold Hunter       | Gerrit Schmidt-Foß | Harold   |
| Jon Abrahams        | Daniel White       | Steven   |
| Atabey Rodriguez    | Anke Reitzenstein  | Misha    |
| Sajan Bhagat        | Leon Boden         | Paul     |
| Hamilton Harris     | Dennis Schmidt-Foß | Hamilton |
| Billy Waldeman      | Simon Jäger        | Zack     |
| Alex Glen           | Julien Haggège     | Alex     |
| Johnathan Staci Kim | Oliver Rohrbeck    | Koreaner |

## Scheinfortsetzungen
2009 erschien im deutschsprachigen Raum der Film Kids II – In den Straßen Brooklyns direkt auf DVD. Anders als der Titel vermuten lässt, handelt es sich dabei jedoch nicht um eine offizielle Fortsetzung zu Kids, vielmehr wurde der Film, der den Originaltitel Downtown: A Street Tale trägt und im Original eigentlich bereits 2004 erschien, im Deutschen einfach unter dem irreführenden Verleihtitel vermarktet, vermutlich aus Marketinggründen.
Auch der in Deutschland unter dem Titel Kids – In den Straßen New Yorks (Originaltitel: A Guide to Recognizing Your Saints) vermarktete Film aus dem Jahr 2006, der auf einer Romanvorlage von Dito Montiel basiert, hat mit dem Film Kids des Jahres 1995 keine inhaltlichen und bis auf die Schauspielerin Rosario Dawson auch sonst keine weiteren Verbindungen – auch hier wurde mutmaßlich aus Zwecken des Marketings der irreführende deutsche Titel gewählt.

## Weiteres
Der deutschsprachige Rapper DCVDNS veröffentlichte ein Lied mit dem Titel „Kids“, das auf dem Film basiert und viele Anspielungen enthält.